# Osaze Urhoghide
Osaze Urhoghide (Rotterdam, 4 luglio 2000) è un calciatore inglese, difensore dell'FC Dallas.

## Biografia
Nato a Rotterdam in una famiglia di origini nigeriane, si trasferisce con la famiglia in Inghilterra all'età di 5 anni.

## Carriera
Cresciuto nel settore giovanile dell'AFC Wimbledon, il 6 aprile 2018 firma il suo primo contratto da professionista con i Dons. Mai impiegato dalla squadra di Londra, si trasferisce allo Sheffield Weds, dopo aver trascorso un periodo in prova. Con quest'ultima squadra ha esordito fra i professionisti il 4 gennaio 2020, in occasione dell'incontro di FA Cup vinto per 0-1 contro il Brighton. Sette giorni dopo ha esordito anche in Championship, disputando l'incontro vinto per 0-2 contro il Leeds United.
Il 1º luglio 2021 viene acquistato dal Celtic, firmando un contratto quadriennale. Fa il suo esordio con i biancoverdi il 9 dicembre, nell'incontro vinto per 3-2 contro il Real Betis, valido per la fase a gironi di Europa League. Il 31 gennaio 2022 passa in prestito all'Ostenda fino al termine della stagione; il 27 luglio il prestito viene rinnovato per un'altra stagione.

## Statistiche

### Presenze e reti nei club
Statistiche aggiornate al 23 aprile 2023.
| Stagione                   | Squadra                    | Campionato                 | Campionato | Campionato | Coppe nazionali | Coppe nazionali | Coppe nazionali | Coppe continentali | Coppe continentali | Coppe continentali | Altre coppe | Altre coppe | Altre coppe | Totale | Totale |
| Stagione                   | Squadra                    | Comp                       | Pres       | Reti       | Comp            | Pres            | Reti            | Comp               | Pres               | Reti               | Comp        | Pres        | Reti        | Pres   | Reti   |
| -------------------------- | -------------------------- | -------------------------- | ---------- | ---------- | --------------- | --------------- | --------------- | ------------------ | ------------------ | ------------------ | ----------- | ----------- | ----------- | ------ | ------ |
| 2018-2019                  | AFC Wimbledon              | FL1                        | 0          | 0          | FACup+CdL       | 0               | 0               |                    | -                  | -                  | FLT         | 0           | 0           | 0      | 0      |
| 2019-2020                  | Sheffield Weds             | FLC                        | 3          | 0          | FACup+CdL       | 1+0             | 0               |                    | -                  | -                  |             | -           | -           | 4      | 0      |
| 2020-2021                  | Sheffield Weds             | FLC                        | 16         | 0          | FACup+CdL       | 1+0             | 0               |                    | -                  | -                  |             | -           | -           | 17     | 0      |
| Totale Sheffield Wednesday | Totale Sheffield Wednesday | Totale Sheffield Wednesday | 19         | 0          |                 | 2               | 0               |                    | -                  | -                  |             | -           | -           | 21     | 0      |
| 2021-gen. 2022             | Celtic                     | SP                         | 0          | 0          | CS+CdL          | 0               | 0               | UCL+UEL+UECL       | 0+1+0              | 0                  |             | -           | -           | 1      | 0      |
| gen.-giu. 2022             | Ostenda                    | D1                         | 7          | 0          | CB              | -               | -               |                    | -                  | -                  |             | -           | -           | 7      | 0      |
| 2022-2023                  | Ostenda                    | D1                         | 27         | 0          | CB              | 2               | 0               |                    | -                  | -                  |             | -           | -           | 29     | 0      |
| Totale Ostenda             | Totale Ostenda             | Totale Ostenda             | 34         | 0          |                 | 2               | 0               |                    | -                  | -                  |             | -           | -           | 36     | 0      |
| Totale carriera            | Totale carriera            | Totale carriera            | 53         | 0          |                 | 4               | 0               |                    | 1                  | 0                  |             | 0           | 0           | 58     | 0      |